# Браун, Белмор
Белмор Браун (Броун) (англ. Belmore Browne; 1880—1954) — американский художник-пейзажист, а также известный альпинист. Его картины животных и горные пейзажи привлекают натуралистическими деталями, собранными во время путешествий по горам Аляски, Калифорнии и Канадским Скалистым горам.

## Биография
Родился в 1880 году в районе Томпкинсвилл Нью-Йорка.
Искусству обучался в Нью-Йоркской школе искусств (англ. New York School of Art) и в Академии Жюлиана в Париже.
Еще будучи ребёнком, в 1888 году, ездил в путешествия на Аляску со своей семьей. Менее чем через два десятилетия спустя, совершил поездки как охотник, альпинист, писатель и иллюстратор. В 1902—1904 годах собирал материалы вместе с известным натуралистом Эндрю Стоуном (англ. Andrew Jackson Stone) на Аляске и в Британской Колумбии для Американского музея естественной истории.
После 1905 года Браун переключился исключительно на альпинизм. Он был в составе группы, которая в 1907 году первой совершила восхождение на гору Олимп в штате Вашингтон. Но по-настоящему известным он стал после трех попыток первым подняться на гору Мак-Кинли на Аляске. В 1906 году он присоединился к Фредерику Куку и Хершелю Паркеру в экспедиции на этот же пик, в результате которой Кук, руководитель экспедиции, утверждал, что они взошли на неё. Позже Роберт Пири и некоторые коллеги Кука обвинили его в фальсификации этого факта; дискуссии продолжаются и по сей день. Четыре года спустя, в 1910 году, Браун и Хершель, финансируемые Пири, решили вдвоём подняться на эту гору, но не смогли найти путь к вершине. Последнюю, третью попытку покорения пика Мак-Кинли, Браун предпринял в 1912 году снова вместе с Хершелем. Она также окончилась неудачей — альпинисты вернулись из-за бури, находясь всего в 125 футах ниже цели. Позже Браун много писал о своих попытках покорения Мак-Кинли, выпустив в 1913 году отдельную книгу «The Conquest of Mount McKinley».
Отслужив в армии в Первую мировую войну, Браун с женой Агнес переехал в город Банф, провинция Альберта, где они жили круглый год, иногда выезжая в Калифорнию. В 1930-х годах в течение нескольких лет он был директором школы изящных искусств Санта-Барбары (англ. Santa Barbara School of Fine Arts). В это время он много писал на тему своих путешествий; его работы приобретались Santa Barbara Museum of Natural History, Музеем науки Бостона и Американским музеем естественной истории. Картины Белмора Брауна находятся также в Glenbow-Alberta Institute в Калгари, Смитсоновском музее американского искусства, Национальном музее искусства дикой природы и многих других музеях США и Канады. Художник был избран членом Национальной академии дизайна.
Интересно, что в конце жизни Белмор Браун добровольно участвовал в Корейской войне, обучая летчиков и спасателей приемам выживания в холодных горных условиях. Его лекции были собраны в пособие «The Airman’s Arctic Survival Guide».
Умер в 1954 году. Признан одним из выдающихся американских художников, изображавшим горы и дикую природу. В архивах музея города Банф — Whyte Museum, находятся документы и произведения Белмора Брауна.
Был женат на Agnes Evelyn Sibley (1882—1976), в семье родилось двое детей: дочь Эвелин (1915—1994) и сын Джордж (1918—1958). В Университете Нью-Гэмпшира создан молодёжный центр в честь его дочери — Browne Center.